# Peer-kódex

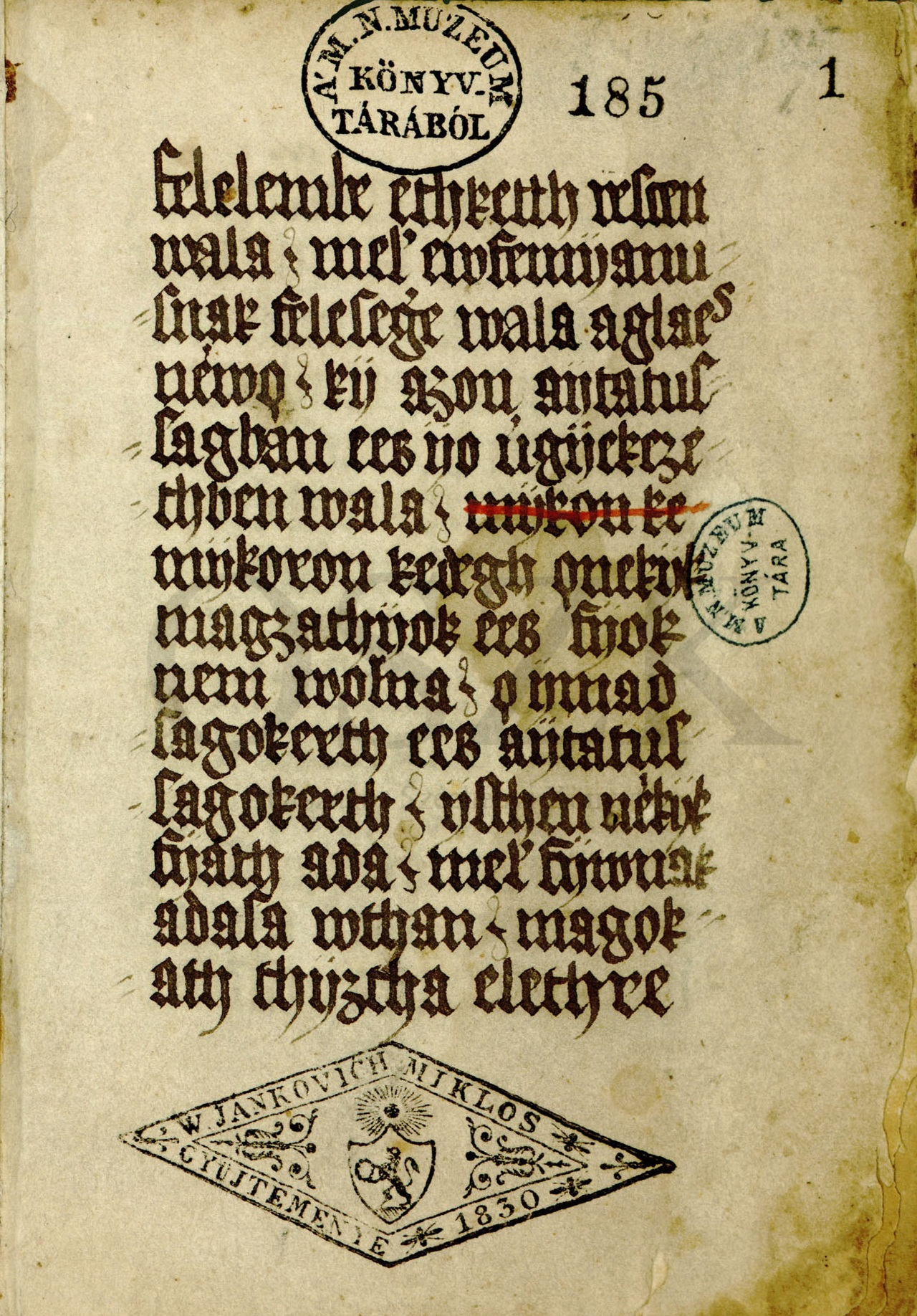
A Peer-kódex első levele.

Peer-kódex néven ismeretes egy késő középkori magyar nyelvemlék.
A XVI. század elején keletkezett, 298 levél terjedelmű munka hat ismeretlen nevű másoló műve. A kódex tartalma és külső jegyei alapján többen a kiváló scriptoriummal és festőműhellyel rendelkező nagyvázsonyi pálos kolostor szerzeteseiként tevékenykedő scriptorok munkájának tartják, de a bizonyítékok nem elég meggyőzőek ahhoz, hogy egyértelműen kijelenthető lenne a pálos eredet. A kompiláció imádságokat, legendákat, éneket tartalmaz. (pl. Ének Szent László királyról, Vásárhelyi András éneke a Szűz Máriához, Apáti Ferenc feddő éneke). Nevét egykori tulajdonosáról, Peer Ferenc kegyesrendi tanárról kapta, jelenleg a Magyar Nemzeti Múzeum birtokában van. A Volf György-féle Nyelvemléktárnak a II. kötetében jelent meg 1874-ben.